# 芸術工学研究科
芸術工学研究科（げいじゅつこうがくけんきゅうか、英称：The Graduate School of Design）は、日本の大学院研究科のうち、芸術工学に関する高度な教育・研究を行う機構の1つである。1968年に、九州芸術工科大学において設立された芸術工学研究科が日本で最初に設置された研究科である（現在の、九州大学大学院芸術工学府・研究院にあたる）。

## 概要
主に、芸術工学部の上位に連続した形で設置され、博士前期課程（修士課程）および博士後期課程（博士課程）あるいはそれに相当する課程で構成される。学位は、修士課程は修士（芸術工学）を、博士課程は博士（芸術工学）を修めることができ、他は、それに相当する専攻名称等に応じた学位を修める。実用品（例えば工業製品）に対して、デザイン性（日本語では、意匠（いしょう）と現す。）を加えることで付加価値をつけた品物にすることが挙げられる。

## 芸術工学研究科を置く大学
- 東北芸術工科大学（1996年度 - ）
- 東海大学（1990年度 - ）（前身の北海道東海大学から）
- 名古屋市立大学（2002年度 - ）
- 神戸芸術工科大学（1993年度 - ）

## 芸術工学を専攻できる他の研究科名称
- 九州大学大学院 芸術工学府・研究院（1968年度 - ）（前身の九州芸術工科大学から）